# Oliver Petrak
Oliver Petrak (ur. 6 lutego 1991 w Zagrzebiu)  – chorwacki piłkarz grający na pozycji środkowego pomocnika w NK Hrvatski Dragovoljac .

## Kariera klubowa
Wychowanek Dinama Zagrzeb, następnie gracz Lokomotivy Zagrzeb. W latach 2010–2013 występował w NK Lučko, w barwach którego w sezonie 2011/2012 rozegrał w chorwackiej ekstraklasie 20 meczów i zdobył cztery gole. W 2013 przeszedł do NK Istra, nie występując w żadnym spotkaniu. W lutym 2014 został wypożyczony do NK Sesvete, w którym rozegrał 13 meczów i strzelił bramkę w rozegranym 3 maja 2014 spotkaniu z Segestą Sisak (1:1).
W latach 2014–2017 był graczem bośniackiego Zrinjskiego Mostaru. W sezonie 2014/2015 rozegrał w Premijer lidze 11 meczów i strzelił jedną bramkę. W sezonie 2015/2016, w którym zdobył ze swoją drużyną mistrzostwo Bośni i Hercegowiny, wystąpił w 23 meczach, strzelając trzy gole w spotkaniach z: Olimpikiem Sarajewo (3:0; 21 listopada 2015), NK Široki Brijeg (4:3; 6 marca 2016) i Slobodą Tuzla (2:1; 15 maja 2016). W sezonie 2016/2017, w którym drugi raz wywalczył mistrzostwo kraju, zagrał w 31 meczach (we wszystkich w pierwszej jedenastce) i zdobył pięć bramek w spotkaniach z: Čelikiem Zenica (4:0; 10 września 2016), Slobodą Tuzla (3:3; 19 listopada 2016), Mladostem Doboj Kakanj (1:0; 11 marca 2017), FK Krupa (4:0; 1 kwietnia 2017) i Radnikiem Bijeljina (2:0; 15 kwietnia 2017). Będąc graczem Zrinjskiego Mostaru, wystąpił też w sezonie 2016/2017 w dwóch spotkaniach kwalifikacyjnych do Ligi Mistrzów z Legią Warszawa (1:1; 0:2).
W lipcu 2017 przeszedł do kazachskiego Ordabasy Szymkent. W sezonie 2017 rozegrał w kazachskiej ekstraklasie osiem meczów. Na początku lutego 2018 trafił do Korony Kielce, z którą podpisał dwuipółletni kontrakt. W Ekstraklasie zadebiutował 11 lutego 2018 w wygranym spotkaniu z Bruk-Betem Termaliką Nieciecza (3:0). Sezon 2017/2018 zakończył z 11 meczami na koncie w polskiej lidze, ponadto wystąpił w pierwszym spotkaniu 1/2 finału Pucharu Polski z Arką Gdynia (2:1).

## Kariera reprezentacyjna
W 2005 wystąpił w dwóch meczach reprezentacji Chorwacji U-14. 7 lutego 2007 zadebiutował w kadrze U-16 w wygranym meczu z Węgrami (1:0). Łącznie rozegrał w niej siedem meczów, a po raz ostatni wystąpił 30 kwietnia 2007 w spotkaniu z Gruzją (5:1).

## Statystyki
| Sezon                    | Kraj                 | Klub              | Rozgrywki       | Mecze | Bramki |
| ------------------------ | -------------------- | ----------------- | --------------- | ----- | ------ |
| 2010/2011                | Chorwacja            | NK Lučko          | 2. HNL          |       |        |
| 2011/2012                | Chorwacja            | NK Lučko          | 1. HNL          | 20    | 4      |
| 2012/2013                | Chorwacja            | NK Lučko          | 2. HNL          | 25    | 1      |
| 2013/2014                | Chorwacja            | NK Istra          | 1. HNL          | 0     | 0      |
| 2013/2014 (w)            | Chorwacja            | NK Sesvete        | 2. HNL          | 13    | 1      |
| 2014/2015                | Bośnia i Hercegowina | Zrinjski Mostar   | Premijer liga   | 11    | 1      |
| 2015/2016                | Bośnia i Hercegowina | Zrinjski Mostar   | Premijer liga   | 23    | 3      |
| 2016/2017                | Bośnia i Hercegowina | Zrinjski Mostar   | Premijer liga   | 31    | 5      |
| 2017                     | Kazachstan           | Ordabasy Szymkent | Priemjer Ligasy | 8     | 0      |
| 2017/2018 (w)            | Polska               | Korona Kielce     | Ekstraklasa     | 11    | 0      |
| 2018/2019                | Polska               | Korona Kielce     | Ekstraklasa     | 31    | 0      |
| Stan na 12 września 2019 |                      |                   |                 |       |        |

## Sukcesy
Zrinjski Mostar
- Mistrzostwo Bośni i Hercegowiny: 2015/2016, 2016/2017